# 刺小寬角水蚤
刺小寬角水蚤（学名：Temorites spinifera）为深角水蚤科小寬角水蚤屬下的一个种。